# 崔鳳鳴
崔鳳鳴（？年—？年），字？，廣東省番禺縣人，吏員出身，任四川隣水縣縣丞。署理鄰水縣知縣。